# Уашо (народ)
Уашо (на английски: Washoe) идва от тяхното собствено име „уашиу“ (waashiw), което означава „тукашните хора“ и е официално признато индианско племе от правителството на САЩ. Техните около 1600 членове живеят разпръснати в няколко индиански колонии в щатите Невада и Калифорния. Племето притежава 4300 акра земя плюс още около 60 000 акра в различни парцели в двата щата. Основни колонии са Уудсфордс, Карсън, Дрезървил, Стюърт, Рено-Спаркс, Резервата Уашо и Съсънвил Ранчерия.

## Език
Уашо е единственото племе в Големия басейн, чиито език не е нумик. От повечето лингвисти езикът им се класифицира като изолат. Други обаче, го включват като самостоятелен клон на хоканското макросемейство. Заради различния език, учените смятат, че те са едни от първите заселници в Големия басейн. Предполага се, че това е станало преди повече от 6000 години.

## История
Исторически уашо обитават района на езерото Тахо, от двете страни на границата между Невада и Калифорния. Въпреки че е възможно да са срещнали първите испански експедиции, дошли в края на осемнайсети век, уашо съумяват да избягват срещите с европейците доста дълго време. Това се променя през 1848 година, когато Златната Треска в Калифорния докарва в региона хиляди бели авантюристи. Постепенно в земите им са установени търговски постове, последвани от селища и ферми. За кратко време заселниците унищожават природните ресурси, а фермерите завладяват основните водоизточници. Протестите от страна на индианците са игнорирани или потушавани с насилие, а правителството многократно отказва на молбите им да им предостави собствен резерват. Малко по малко племето губи всичките си земи и хората са принудени да търсят препитание из градовете и фермите. Районите, в които се заселват, стават известни като индиански колонии.

## Култура
Културата на уашо е смесица между калифорнийската и тази на Големия басейн. В миналото те са предимно ловци-събирачи и риболовци, живеещи на малки семейни групички, ръководени от някой уважаван мъж, понякога и жена, избирани заради постиженията им. Ловните лидери също имат водаческа роля. Семействата живеят в малки, автономни, понякога постоянни села от конусовидни колиби, покрити със слама. Основни храни са различни видове ядки, семена, корени, диви растения, птици, риба и дребен дивеч. Имат множество обреди и ритуали, свързани главно с жизнения цикъл. Повечето от тях имат за цел да осигурят здраве и благополучие на хората. Бракът, като цяло, е уреден от семействата на младоженците и се формализира с размяната на подаръци. Двойката живее със семейството на жената до раждането на първото дете. Бракът между роднини е строго забранен.
- Кошничар
- Жена от племето
- Обработка на заешка кожа
- Върбова кошница (Музей на изкуствата в Хонолулу)
- Колонията Рено-Спарк в Невада